# Tabor (Australia)
Tabor è una città australiana, situata nello Stato di Victoria, nella Contea di Southern Grampians. 
La città prende il nome da Tábor, in Boemia. 
Nel paese c'è una chiesa luterana in diabase costruita nel 1930, che è andata a sostituire una più antica del 1884, usata in seguito, fino ai primi anni del 1990 come scuola elementare.